# اولها ایلکیو
اولها ایلکیو (اوکراینی: Ільків Ольга Фаустинівна؛ ۲۱ ژوئن ۱۹۲۰ – ۶ دسامبر ۲۰۲۱) شاعر، و نویسنده اهل اوکراین بود.
وی همچنین برندهٔ جوایزی همچون نشان شاهدخت اولگا شده‌است.
اولها ایلکیو در ۶ دسامبر ۲۰۲۱ در سن ۱۰۱ سالگی در لویو درگذشت.